# Демичева, Раиса Николаевна
Раиса Николаевна Демичева (20 января 1928, Новоконстантиновка, Башкирская АССР — 9 августа 1995, Дорошевка, Республика Башкортостан) — бригадир Дорошевской комплексной бригады колхоза «Коммунар» Башкирской АССР, Герой Социалистического Труда (1971). Депутат Верховного Совета РСФСР девятого созыва (1975—1980).

## Биография
Раиса Николаевна Демичева родилась 20 января 1928 года в с. Новоконстантиновка (ныне — Альшеевского района Башкирии). Образование — неполное среднее.
Трудовую деятельность начала в 1943 г. в колхозе «Новый быт» Давлекановского района. В 1951—1953 гг. работала свинаркой в колхозе «Дружба». В 1953—1968 гг. — бригадир комплексной бригады колхоза «Коммунар», в 1968—1969 гг. — колхозница, заведующая клубом, в 1969 г. снова возглавила комплексную бригаду в колхозе «Коммунар» Давлекановского района.
Работая бригадиром комплексной бригады колхоза, Р. Н. Демичева много внимания уделяла вопросам повышения культуры земледелия и животноводства, рациональному использованию каждого гектара сельскохозяйственных угодий. Благодаря широкому применению достижений науки, техники и передового опыта, проведению сельскохозяйственных работ на высоком агротехническом уровне, бригада, возглавляемая Р. Н. Демичевой, из года в год добивалась высоких урожаев сельскохозяйственных культур, за период восьмой пятилетки (1966—1970) произвела 69 936 центнеров зерна при плане 48 219 центнеров и продала государству 38 051 центнер при плане 24 000 центнеров.
В 1969 г. урожайность зерновых культур превысила 20 центнеров с гектара, надои молока по ферме составили 3126 килограммов на каждую фуражную корову, было получено 152 яйца от курицы-несушки. В 1970 г. бригада продала государству 9111 центнеров зерна вместо 5 000 центнеров зерна по плану, молока — 3 531 центнер при плане 2 233 центнера. Средний надой молока на корову за пять лет составил 2 858 килограммов при плане 2 125, а за 1970 г. было надоено на корову по 3 217 килограммов. Труд Р. Н. Демичевой и работа возглавляемой ею бригады способствовали выполнению колхозом «Коммунар» планов 1966—1970 гг. по производству зерна на 130 процентов, мяса — на 120, молока — на ПО, яиц — на 140 процентов и по продаже соответственно на 135, 119, 112, 158 процентов.
За выдающиеся успехи, достигнутые в развитии сельскохозяйственного производства и выполнении пятилетнего плана продажи государству продуктов земледелия и животноводства, Указом Президиума Верховного Совета СССР от 8 апреля 1971 г. Р. Н. Демичевой присвоено звание Героя Социалистического Труда.
С 1978 г. до выхода на пенсию в 1983 г. работала председателем Сергиопольского сельсовета Давлекановского района.
Умерла 9 августа 1995 года.

## Награды
- Герой Социалистического Труда (1971)
- Орден Ленина

## Память
В д. Дорошевке Давлекановского района на доме, где жила Р. Н. Демичева, установлена мемориальная доска.